# Херсонська громадська бібліотека
Херсонська громадська бібліотека — перша громадська бібліотека Херсона, заснована 1872 р.
На початку 1871 року за ініціативою найінтелігентнішої частини населення на чолі з Г.М. Ге (братом відомого російського живописця) в Херсоні почало формуватися бібліотечне товариство з метою заснувати бібліотеку. Статут бібліотеки був затверджений Міністерством внутрішніх справ 21 січня 1872 року, а 26 березня 1872 року на загальних зборах засновників вибрали перший склад дирекції бібліотеки. Це була перша організація, що відкрилася на гроші та за ініціативою населення міста. Бібліотеці було надано у тимчасове користування приміщення Дворянського зібрання, та 18 червня 1872 року дирекція відкрила бібліотеку.
Зі збільшенням книжкового фонду стали відчутними тіснота й незручності приватних квартир для приміщення бібліотеки, і в 1882 році на загальних зборах було вирішено обзавестися власною будівлею. За 1883—1893 роки було зібрано 12 тисяч рублів пожертвувань окремих громадян та організацій, а Міська Дума на будівництво бібліотеки асигнувала 26 тисяч рублів.
У 1894 році міське управління, розглянувши клопотання дирекції бібліотеки про відведення на одній з міських площ місця для споруди будівлі бібліотеки і про надання грошової допомоги на споруду, ухвалило: надати в користування Херсонської бібліотеки на Старообрядницькій площі місце в 200 кв. саженів та відпустити на споруду будівлі одноразово 18 тисяч рублів. Будівництво тривало з серпня 1896 року до жовтня 1897 рік. Будівля була побудована за проектом одеських архітекторів Миколи Костянтиновича Толвінського (1857—1927) і Фелікса Вікентьевіча Гонсиоровського (1815—1894) в стилі неокласицизму. Фасади були вирішені в іонічному ордері, головний виділений чотирьохколонним портиком коринфського ордеру, а трикутний фронтон прикрашений тогочасним гербом міста Херсона (вул. Торгова, 24).
31 травня 1898 року в бібліотеці відбулося відкриття Губернської вченої архівної комісії та Губернського археологічного музею (засновник — Гошкевич В.І.), розміщеного в будівлі бібліотеки та прийнятого Губернською вченою архівною комісією у власне ведення.
На початку XX ст. бібліотека стала прихистком для членів революційних гуртків. Таємні зібрання проходили в "окремих кімнатах, в які не пускали сторонніх відвідувачів". У приміщенні бібліотеки також організовували свої зустрічі члени Херсонського товариства лікарів, заснованого у 1870 р.

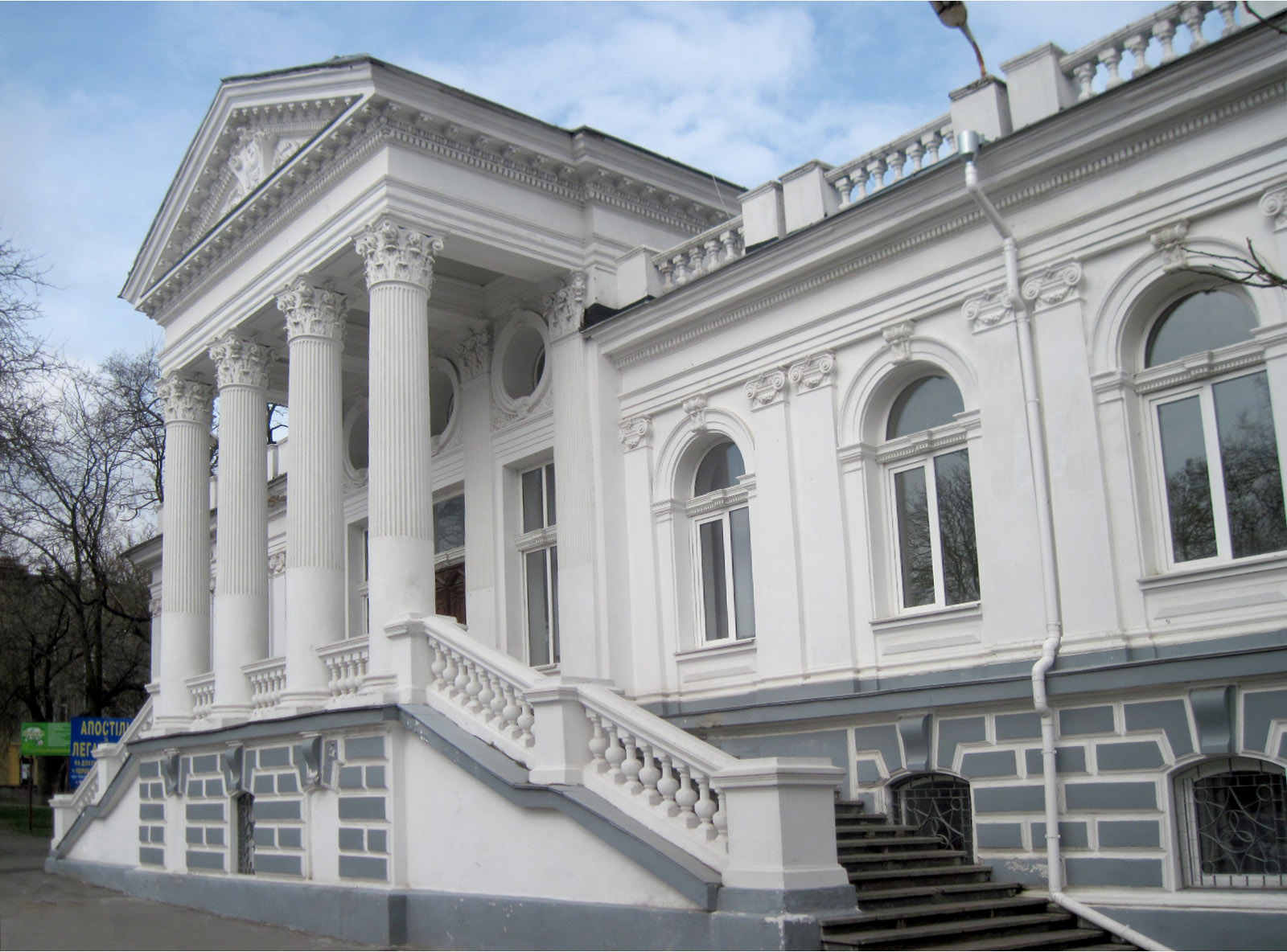
Зараз у будівлі розміщується міський РАГС

Письменник Андрій Фірсов після перебування у Херсоні згадував:
|                                                             | Ще кілька кроків, і ви у міській громадській бібліотеці, що з 1896 року розташована у новій будівлі. З широкого вестибюля ви входите до просторої читальної зали, наповненої світа й повітря. Не зважаючи на спекотний липневий день, коли я був у читальні, там знаходилося до тридцяти відвідувачів, переважно учнівська молодь. Бібліотека утримується за кошти міста. Читання книг на дому оплачується кількома копійками, читання в залі - безкоштовне. Херсонці доволі старанно відвідують бібліотеку: так, впродовж червня поточного року відвідувачів було 3452 особи; у зимові місяці чисельність відвідувачів майже подвоюється. Періодичних видань бібліотека виписує близько 70. І лише тут ви можете отримати петербурзькі та московські газети: таких ви не побачите ані в готелях, ані в ресторанах, ані в газетному кіоску… |
| — Фірсов А. І. «В Херсоні». Історичний вісник № 10, 1905 р. | |

У 1925 році бібліотека називалася: «Центральна радянська бібліотека». До 1941 року фонд бібліотеки становив 300200 томів та її послугами користувалися близько 10 тисяч читачів. За радянських часів бібліотеці було привласнено ім'я Горького.
На початку 1987 бібліотека переїхала в нову будівлю по вулиці Дніпропетровській та отримала назву Обласна універсальна бібліотека ім. Олеся Гончара. В старій будівлі зараз розміщується міський РАГС.